# (200034) 2007 RG30
(200034) 2007 RG30 es un asteroide perteneciente al cinturón exterior de asteroides, descubierto el 5 de septiembre de 2007 por el equipo del Mount Lemmon Survey desde el Observatorio del Monte Lemmon, Arizona, Estados Unidos.

## Designación y nombre
Designado provisionalmente como 2007 RG30.

## Características orbitales
2007 RG30 está situado a una distancia media del Sol de 3,224 ua, pudiendo alejarse hasta 3,438 ua y acercarse hasta 3,010 ua. Su excentricidad es 0,066 y la inclinación orbital 22,45 grados. Emplea 2114,75 días en completar una órbita alrededor del Sol.

## Características físicas
La magnitud absoluta de 2007 RG30 es 15. Tiene 4299 km de diámetro y su albedo se estima en 0,115.